# Google Hummingbird
Google Hummingbird (auch Hummingbird-Algorithmus, englisch für Kolibri-Algorithmus) ist ein seit dem dritten Quartal 2013 eingesetztes Verfahren der Suchmaschine Google. Die Einführung des Algorithmus wurde von Google-Vizepräsident Amit Singhal auf einer Pressekonferenz in Menlo Park, Kalifornien, am 26. September 2013 anlässlich des 15. Geburtstags von Google rückwirkend verkündet. Der Algorithmus war zu diesem Zeitpunkt bereits einen Monat aktiv, ohne dass dies in der Öffentlichkeit registriert worden wäre.
Die mit dem Hummingbird-Algorithmus eingeleitete und häufig auch als Revolution bezeichnete Veränderung in der Google-Suche liegt in der Art und Weise, wie Suchanfragen verstanden werden. Vor der Einführung des Hummingbird-Algorithmus konnte die Google-Suchmaschine nur einzelne Wörter oder Wortkombinationen statisch, also ohne Sinnzusammenhang, erkennen und bewerten. Der Hummingbird-Algorithmus hingegen analysiert die Verbindung zwischen den einzelnen Wörtern einer Suchanfrage, konzentriert sich also nicht nur auf einzelne Wörter, sondern betrachtet den gesamten Satz, um die Absicht der Suchanfrage besser zu verstehen. Diese Art der Suche wird auch als semantische Suche bezeichnet.
Laut Google beeinflusst Hummingbird zum Zeitpunkt der Einführung rund 90 % aller Suchanfragen. Es sei die gewichtigste Modifikation des Suchalgorithmus seit 2000.